# لیتل اسنورینگ
لیتل اسنورینگ (به انگلیسی: Little Snoring) یک روستا و محله مدنی در بریتانیا است که در North Norfolk واقع شده‌است. لیتل اسنورینگ ۷٫۳۱ کیلومتر مربع مساحت و ۶۱۹ نفر جمعیت دارد.